# Derambila zincaria
Derambila zincaria är en fjärilsart som beskrevs av Achille Guenée 1858. Derambila zincaria ingår i släktet Derambila och familjen mätare. Inga underarter finns listade i Catalogue of Life.